# Gabriel Mann

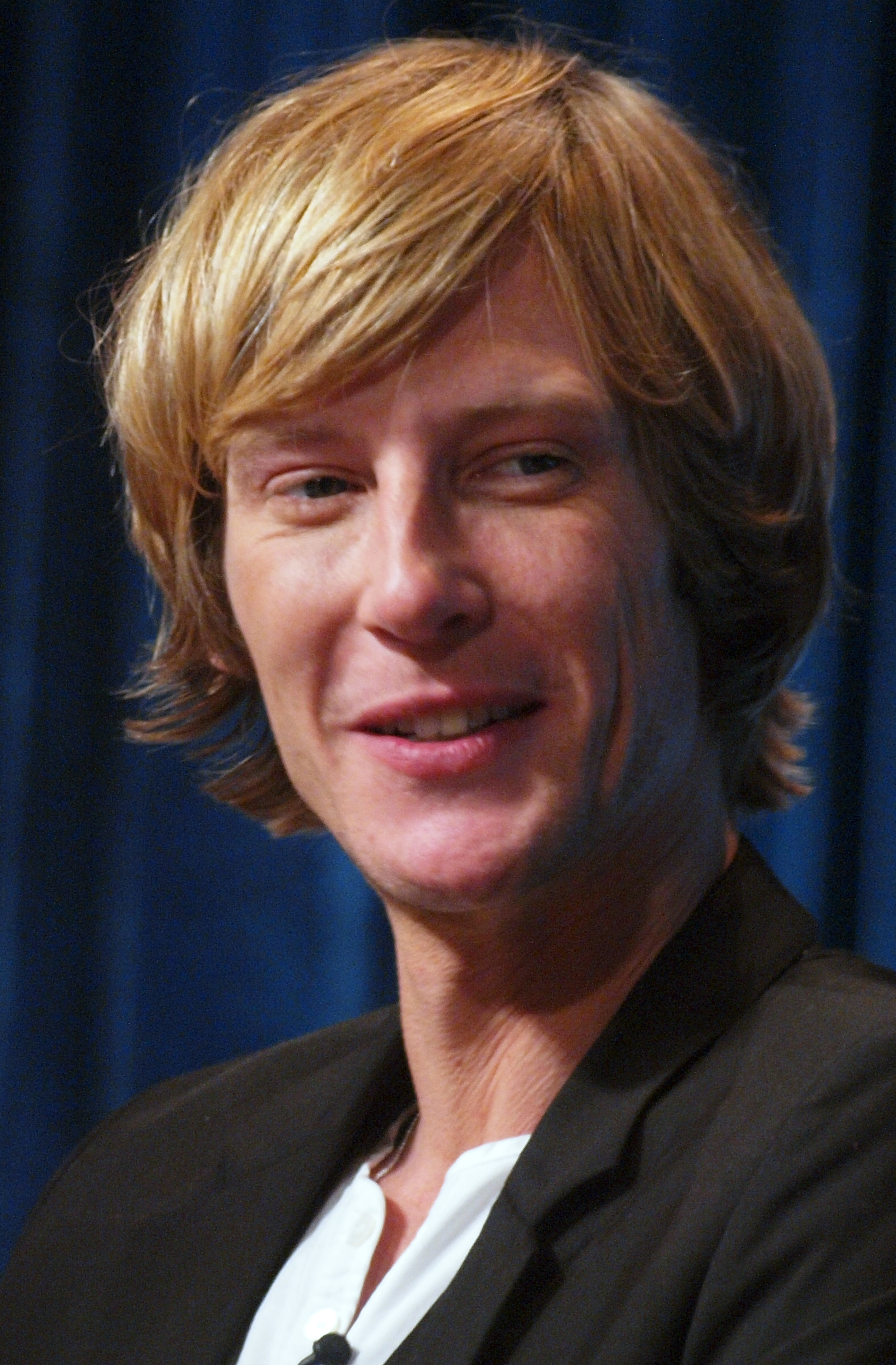
Gabriel Mann (2012).

Gabriel Mann, född 14 maj 1972 i Middlebury, Vermont, är en amerikansk skådespelare och före detta fotomodell.

## Filmografi (i urval)
- 2011 – Revenge (TV-serie)
- 2010 – Legend of the Seeker (TV-serie)
- 2008 – The Ramen Girl
- 2008 - Mad Men
- 2005 – A Lot Like Love
- 2004 – The Bourne Supremacy
- 2002 – The Bourne Identity
- 2001 – Josie and the Pussycats
- 2001 – Things Behind the Sun
- 2000 – Cherry Falls